# Inchenhofen
Inchenhofen es un municipio alemán, ubicado en el distrito de Aichach-Friedberg, en la región administrativa de Suabia, en el estado federado de Baviera.